# Tubi
Tubi - Тубы (rus) - és un poble del krai de Krasnodar, a Rússia. Es troba als vessants septentrionals del Caucas occidental, a la vora esquerra del riu Pxekha, a 38 km al sud d'Apxeronsk i a 116 km al sud-est de Krasnodar, la capital.
Pertany al municipi d'Otdalionni.